# Ovidio Lari
Ovidio Lari (Peccioli, 2 gennaio 1919 – Peccioli, 2 febbraio 2007) è stato un vescovo cattolico italiano.

## Biografia
Nacque a Fabbrica di Peccioli, in provincia di Pisa e diocesi di Volterra, il 2 gennaio 1919. Era primogenito di tre figli.

### Ministero sacerdotale
Il 10 agosto 1941 fu ordinato presbitero dal vescovo Dante Maria Munerati.
Dopo l'ordinazione fu cappellano della cattedrale di Volterra e dottore in teologia presso la Pontificia università "San Tommaso d'Aquino" di Roma.
Fu professore di lettere, filosofia, teologia presso il seminario di Volterra, dal 1941 al 1968, e di lettere presso il pontificio seminario regionale "Pio XII" di Siena, dal 1955 al 1958.
Fu direttore del settimanale della diocesi di Volterra L'Araldo, dal 1953 al 1968, e canonico della cattedrale di Volterra, dal 1948 al 1968.
Partecipò, come esperto, al Concilio Vaticano II con il vescovo di Volterra Marino Bergonzini.

### Ministero episcopale
Il 15 ottobre 1968 papa Paolo VI lo nominò vescovo di Aosta; succedette a Maturino Blanchet, dimessosi per raggiunti limiti di età. Il 30 novembre successivo ricevette l'ordinazione episcopale, nella cattedrale di Volterra, dal vescovo Marino Bergonzini, co-consacranti i vescovi Abele Conigli e Carlo Colombo. L'8 dicembre prese possesso della diocesi.
Durante il suo episcopato accolse in visita pastorale nel 1986, ed in villeggiatura a Les Combes, papa Giovanni Paolo II; visitò tutte le parrocchie della diocesi più volte e indisse il sinodo diocesano, che si svolse dal 1988 al 1993.
Il 30 dicembre 1994 papa Giovanni Paolo II accettò la sua rinuncia, presentata per raggiunti limiti d'età; gli succedette Giuseppe Anfossi, del clero di Torino.
Si ritirò dapprima a Castelfiorentino e poi a Fabbrica di Peccioli, dove morì il 2 febbraio 2007.
Dopo le esequie, celebrate il 5 febbraio nella cattedrale di Volterra e il 6 febbraio nella cattedrale di Aosta, fu inizialmente sepolto nel cimitero del capoluogo valdostano; in seguito la salma fu traslata nella cattedrale di Aosta.

## Genealogia episcopale
La genealogia episcopale è:
- Cardinale Scipione Rebiba
- Cardinale Giulio Antonio Santori
- Cardinale Girolamo Bernerio, O.P.
- Arcivescovo Galeazzo Sanvitale
- Cardinale Ludovico Ludovisi
- Cardinale Luigi Caetani
- Cardinale Ulderico Carpegna
- Cardinale Paluzzo Paluzzi Altieri degli Albertoni
- Papa Benedetto XIII
- Papa Benedetto XIV
- Cardinale Enrico Enriquez
- Arcivescovo Manuel Quintano Bonifaz
- Cardinale Buenaventura Córdoba Espinosa de la Cerda
- Cardinale Giuseppe Maria Doria Pamphilj
- Papa Pio VIII
- Papa Pio IX
- Cardinale Alessandro Franchi
- Cardinale Giovanni Simeoni
- Cardinale Antonio Agliardi
- Cardinale Basilio Pompilj
- Arcivescovo Amedeo Casabona
- Arcivescovo Cesare Boccoleri
- Vescovo Marino Bergonzini
- Vescovo Ovidio Lari